# Carlo Porciani
Carlo Porciani (Viterbo, 11. ožujka 1938. – Foiano della Chiana, 4. studenoga 2015.) bio je talijanski crtač stripa.

## Životopis
Uključio se u D'Ami Studios, studio Rinalda Damija, surađujući s osnivačem u nekoliko strip-serijala za britansko tržište. Za Sergio Bonelli Editore crtao je seriju Big Davy 1956., nadahnut Davyjem Crockettom tekstove samog Bonellija ilustrirao je u seriji I Tre Bill, a za Corriere dei Piccoli ilustrirao je seriju Hayawatha. Bio je dio crtačkog tima serije Kolosso, u izdanju Gli Amici, koju je osnovao s Marijem Faustinellijem.